# Tišina (Zenica)
Pour les articles homonymes, voir Tišina.
Tišina (en cyrillique : Тишина) est un village de Bosnie-Herzégovine. Il est situé sur le territoire de la ville de Zenica, dans le canton de Zenica-Doboj et dans la fédération de Bosnie-et-Herzégovine. Selon les premiers résultats du recensement bosnien de 2013, il compte 702 habitants.

## Démographie

### Évolution historique de la population dans la localité
| 1948 | 1953 | 1961 | 1971 | 1981  | 1991 | 2013 |
| ---- | ---- | ---- | ---- | ----- | ---- | ---- |
| -    | -    | 216  | 700  | 1 218 | 339  | 702  |

|  |